# غوس ارنهييم
غوس ارنهييم (بالإنجليزية: Gus Arnheim)‏ (و. 1897 – 1955 م) هو عازف بيانو، وقائد فرقة ‏، وموسيقي، وموزع (موسيقى)، وممثل، ومؤلفو موسيقى تصويرية أمريكي، ولد في فيلادلفيا، يستخدم آلات بيانو، توفي في لوس أنجلوس، عن عمر يناهز 58 عاماً، بسبب نوبة قلبية.

## وصلات خارجية
- غوس ارنهييم على موقع IMDb (الإنجليزية)
- غوس ارنهييم على موقع ميوزك برينز (الإنجليزية)
- غوس ارنهييم على موقع قاعدة بيانات برودواي على الإنترنت (الإنجليزية)
- غوس ارنهييم على موقع ديسكوغز (الإنجليزية)
- غوس ارنهييم على موقع قاعدة بيانات الفيلم (الإنجليزية)

- غوس ارنهييم في قاعدة بيانات الأفلام على الإنترنت